# Чистый Яр
Чистый Яр — упразднённый в 2013 году хутор в Красноярском районе Астраханской области России. Входил в состав Юбилейнинского сельсовета (с 2015 года — территория Байбекского сельсовета).

## История
В период с 1996 по 2013 годы Чистый Яр входил в состав Юбилейнинского сельсовета. 26 июля 2013 года упразднён Законом Астраханской области № 38/2013-ОЗ.

## География
Находился хутор в юго-восточной части Астраханской области, на острове Чистый Яр, в русле рукава Волги Ахтубы.
Абсолютная высота — 24 метра ниже уровня моря

## Население
| 2002 | 2010 |
| ---- | ---- |
| 0    | →0   |

## Транспорт
Ближайшая железнодорожная станция — ст. Бузан Приволжской железной дороги.